# Securidaca pendula
Securidaca pendula là một loài thực vật có hoa trong họ Polygalaceae. Loài này được Bonpl. miêu tả khoa học đầu tiên năm 1808.